# Quartiers de Dunkerque

Légende :
Rosendaël Malo-les-Bains Dunkerque-Centre et Glacis-Victoire
Petite-Synthe Dunkerque-Sud
Grand Port Maritime de Dunkerque Saint-Pol-sur-Mer Fort-Mardyck

La ville de Dunkerque est composée de plusieurs quartiers, issus pour la plupart des fusions et associations avec d'autres villes : Malo-les-Bains, Rosendaël, Dunkerque-Centre, Dunkerque-Sud, Saint-Pol-sur-Mer, Petite-Synthe, Fort-Mardyck et Mardyck. Ces quartiers sont eux-mêmes découpés en plusieurs zones. L'article suivant les décrit.

## Dunkerque-Centre

Dunkerque-Centre :
Le Grand Large
La Citadelle
La Gare
Soubise
Saint-Gilles
Centre-Ville
et La Victoire-Glacis

Ce quartier est le centre névralgique de la ville, sa superficie est de 2,65 km2 et 13 693 habitants y vivent. Le quartier correspond à la partie de la ville comprise entre la gare, le canal « de jonction » et le canal exutoire, partie à laquelle s'ajoute la zone des Glacis.

### Centre-ville
C'est la zone correspondant à la place Jean-Bart, la place Charles-Valentin (place de la mairie) et le Centre Marine. Le quartier abrite la quasi-totalité des commerces de Dunkerque-Centre, les banques, le commissariat, le théâtre, l'église Saint-Éloi, le beffroi et bien sûr la mairie.

### Saint-Gilles
On y trouve plusieurs établissements éducatifs : entre autres le lycée Jean-Bart et ses classes préparatoires[réf. souhaitée], le collège Guilleminot réputé pour ses sections sportives et l'établissement scolaire Notre-Dame-des-Dunes, mais aussi la caserne des pompiers, la poste centrale de Dunkerque, et les deux châteaux d'eau qui alimentent Dunkerque centre depuis 1903. Le quartier Saint-Gilles s'articulait naguère autour de la rue du même nom alors célèbre pour ses commerces. Elle fut nommée en l'honneur de Gilles l'Ermite.

### Soubise
La rue de Soubise qui traverse le quartier date de 1753.On y trouve le palais de Justice, et l'Ecole Supérieur d'Art du Nord-Pas de Calais.

### Citadelle
La Citadelle a été construite à partir de 1659 par les Anglais, développée par La Motte-La-Myre et Claude Chastillon en 1662 et 1666, puis remaniée par Vauban. La Citadelle accueille d'abord un gouvernement militaire, l'hôtel du gouverneur et une église. À partir de 1755 disparaissent les bâtiments militaires. Au XIXe siècle s'y installent des manufactures, puis des compagnies maritimes. Aujourd'hui s'y trouvent notamment l'université du littoral, le Musée portuaire de Dunkerque et le siège de la communauté urbaine de Dunkerque.

### Grand Large
Zone au nord de Dunkerque-Centre, en construction actuellement, elle est située entre le canal exutoire, le quai des Anglais, la rue du Contre-Torpilleur et le Jardin des Sculptures. S'y trouve le LAAC (Lieu d'Art et d'Action Contemporaine).

### Gare et sous-préfecture
Une première gare est construite en 1875 et a pour effet de dynamiser le quartier. Détruite pendant la Seconde Guerre mondiale, elle est à nouveau édifiée en 1955.
La création d'une gare TGV déplacée et d'une gare inter-modale est en projet, tout comme la rénovation du quartier.
La sous-préfecture fut construite en 1897, puis réhabilitée en 2005.

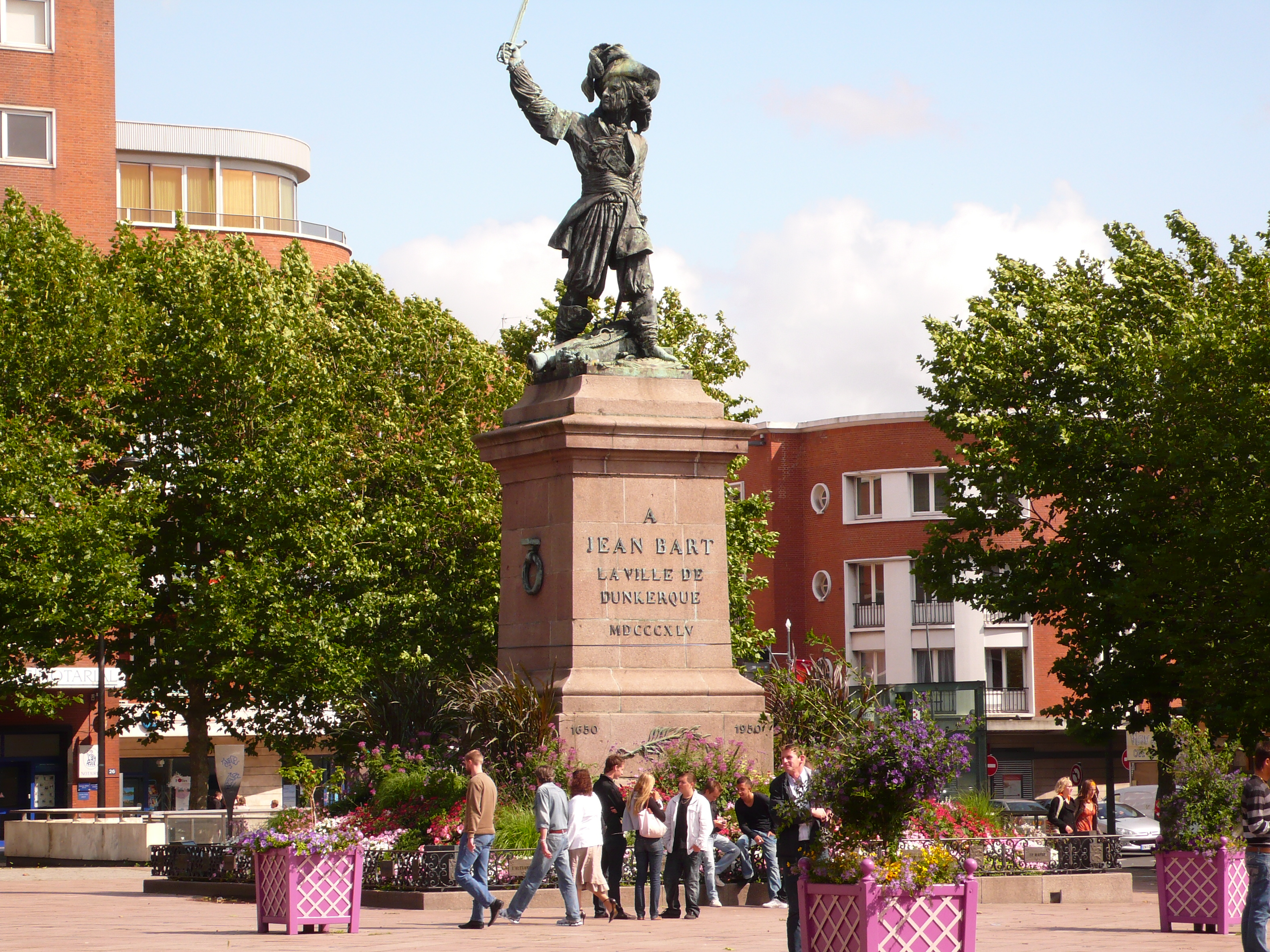
Le centre-ville.
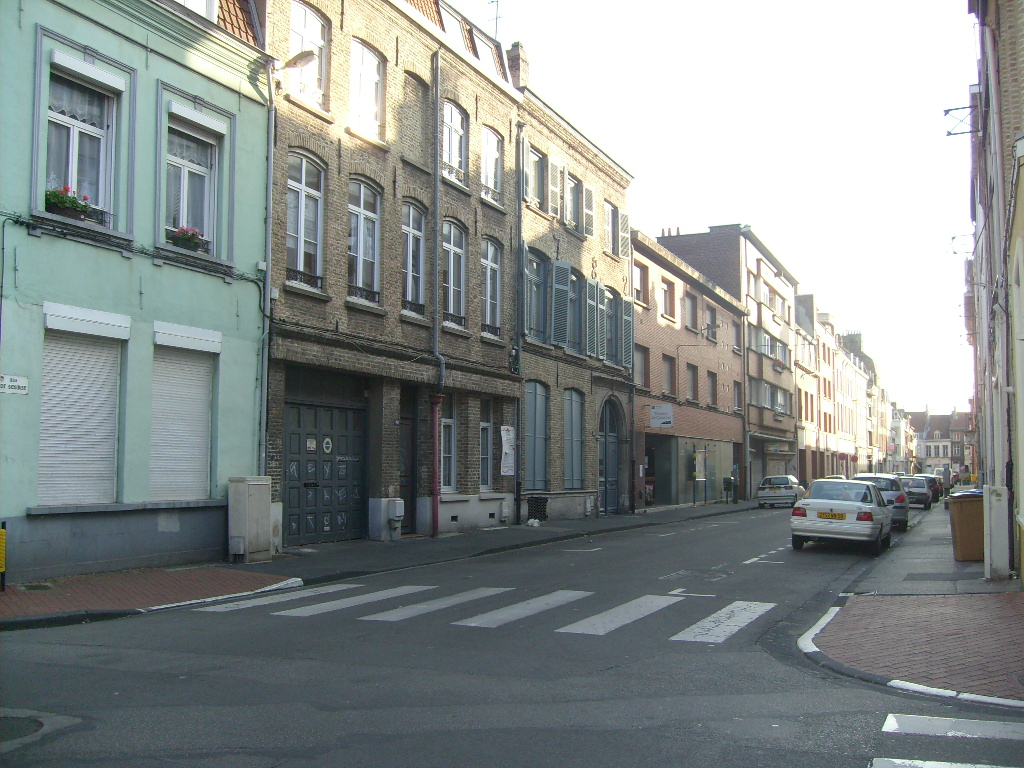
Quartier de Soubise.
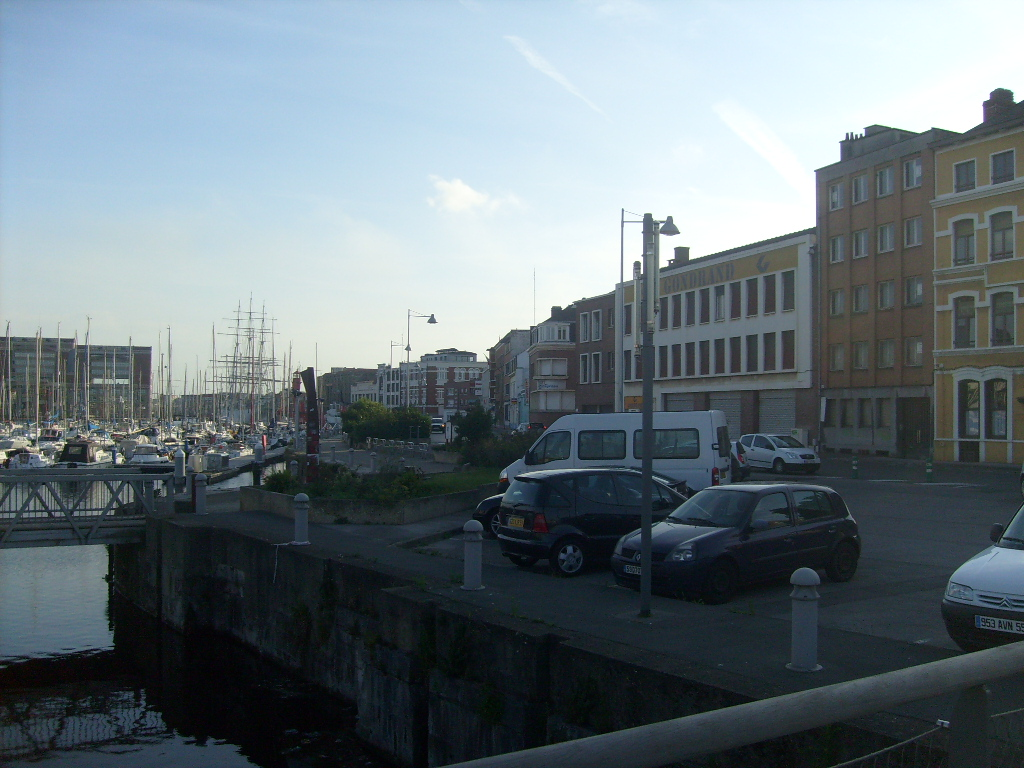
La Citadelle.
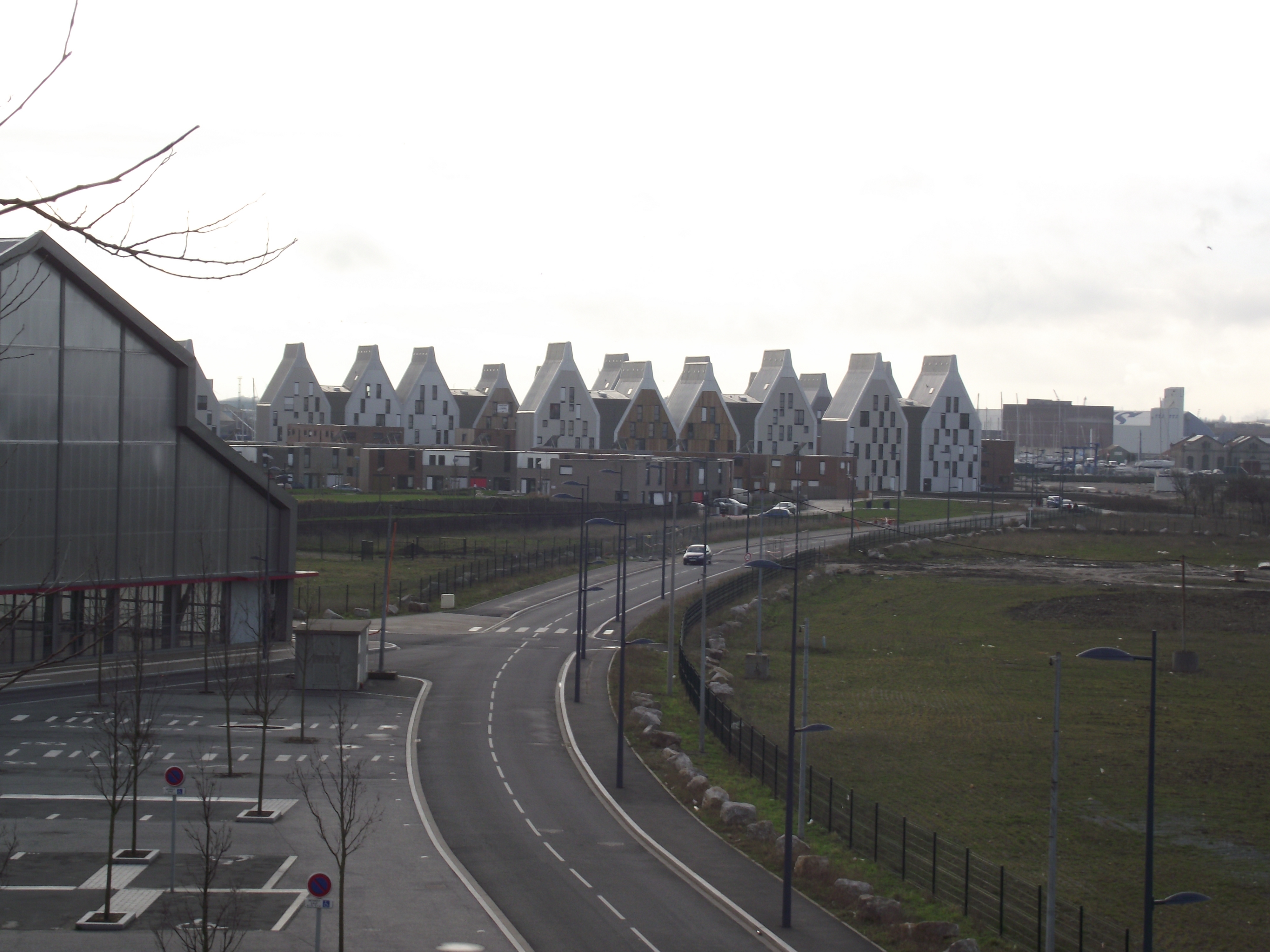
Quartier du Grand Large (en construction).

## Glacis-Victoire

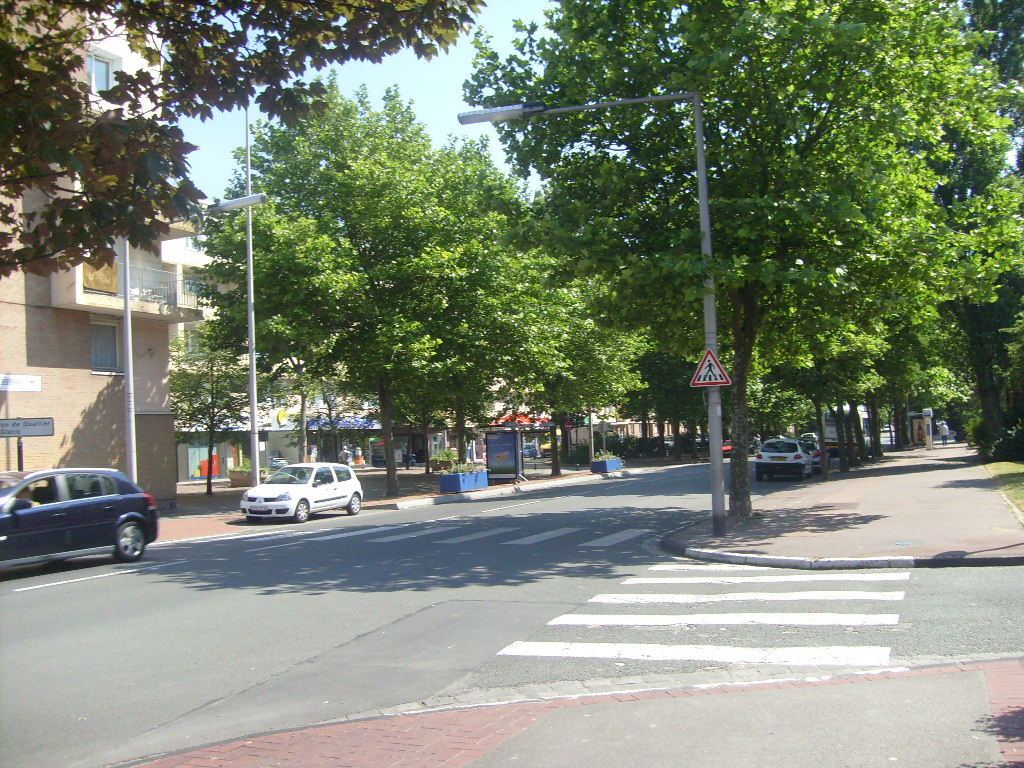
Les Glacis

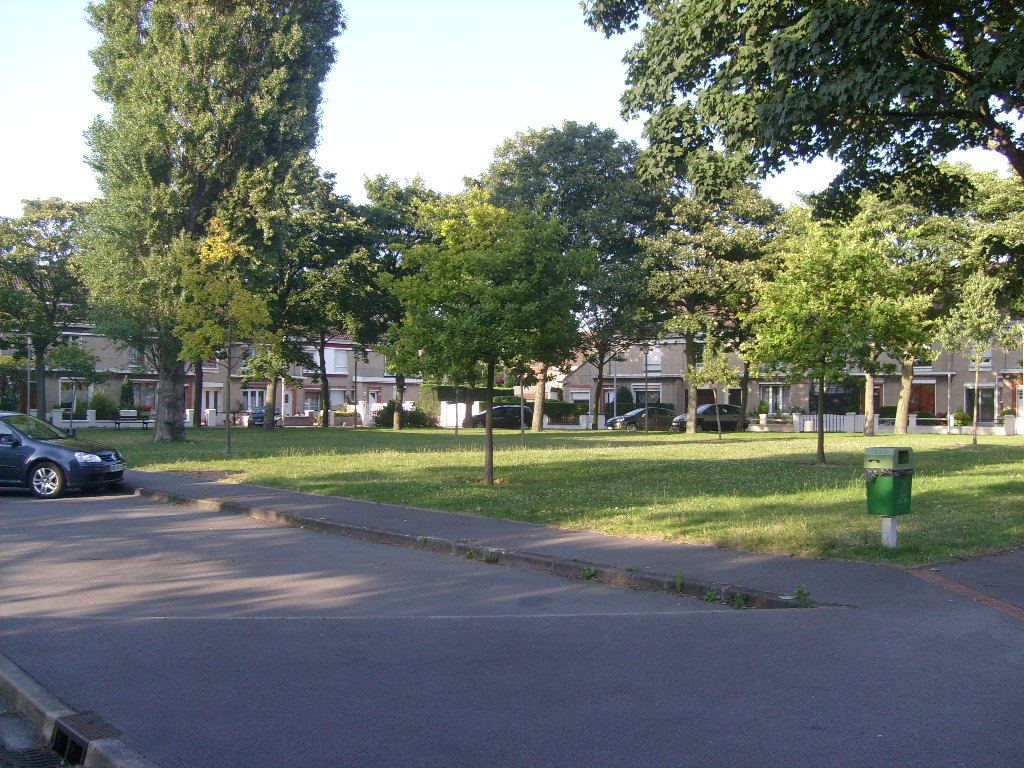
Quartier de la Victoire

Le quartier des Glacis dans son architecture actuelle date de l'après-guerre, car il fut totalement détruit pendant l'occupation allemande. Il est destiné alors à accueillir dans des chalets en bois, puis dans des HLM, les Dunkerquois de retour dans la cité de Jean-Bart quelle que soit leur classe sociale. S'y trouvent, aujourd'hui, le collège Fénelon, l'église Saint-Jean-Baptiste, la patinoire et la piscine Paul-Asseman. L'avenue de la Libération qui traverse les Glacis fut renommée avenue de la Libération-Henri Loorius en l'honneur de l'adjoint au maire ayant tant contribué à l'essor de ce quartier. Le quartier doit son nom au fait qu'autrefois, la zone correspondait à la sortie de la ville et donc des fortifications, le glacis militairement parlant étant la zone au bas des murailles (s'étendant autrefois à la place du canal exutoire) où l'assaillant est le plus à son désavantage.
La Victoire s'articule autour de la statue de la Victoire, elle regroupe la « Petite Chapelle », le Leughenaer et la prison.
En janvier 2009, Glacis-Victoire est détaché de Dunkerque-Centre afin de constituer un quartier à lui tout seul. Une mairie de quartier est créée.

## Dunkerque-Sud
Dunkerque-Sud est le quartier situé au sud-ouest du centre de la ville, sa superficie est de 1,1 km2 et il abrite 6 724 habitants en 1999.

### Basse ville
La Basse-ville sort de terre en 1662 à la suite de la création d'une fortification entreprise par Vauban au Sud de Dunkerque. Elle est destinée à l'origine à abriter les matelots logés dans des îlots. En 1743, Dunkerque et la Basse-ville sont réunies à l'intérieur d'une même fortification, désormais séparées seulement par un canal. En 1864, on y construit l'église Saint-Martin. À cette époque s'y établissent bon nombre d'industries. À la suite du creusement du canal exutoire en 1929 sur les fortifications, ce canal devient la limite sud de la Basse-ville. Ce quartier est l'un des seuls à avoir traversé la Seconde Guerre mondiale sans grand dommage. On y trouve le lycée Vauban.

### Île Jeanty
C'est la zone comprise entre la gare et Saint-Pol-sur-Mer.

### Jeu de Mail
En 1666, la parcelle de terre comprise entre les canaux de Bergues et de Bourbourg, est à l'extérieur de la ville et appartient à la ville de Coudekerque-Branche. Le terrain abrite les stations des barques qui font les liaisons avec Bergues et Saint-Omer. En 1852, un historien rapporte que le terrain comporte de nombreuses usines, notamment des tanneries et des blanchisseries attirées par les mares et les ruisseaux de la parcelle. Le 3 février 1850, le nord de la parcelle est annexé par Dunkerque, car le roi des Français Louis-Philippe Ier juge nécessaire l'édification d'une nouvelle enceinte, traversant le terrain, la partie à l'intérieur des murailles devient donc dunkerquoise. Cela a pour conséquence d'éveiller, à l'époque, la rancœur entre Coudekerquois et Dunkerquois, les premiers s'estimant volés d'une ressource économique. Le Quartier doit son nom à la construction au XVIe siècle, destiné à la pratique qu'un sport analogue au jeu de paume, se pratiquant avec un maillet : Le jeu de Mail. De nos jours, le quartier accueille en grande partie des habitations à loyer modéré, le nouveau pôle « santé » et le lycée de l'EPID.

### Carré de la Vieille

Les différentes parties de Dunkerque-Sud, carte issue d'OpenStreetMap.

Le Carré de la Vieille a une histoire relativement similaire à celle du Jeu de Mail, avant la construction des fortifications il appartenait à Petite-Synthe. À la suite de l'érection des murs, le quartier se retrouve coupé de celle-ci et est alors annexé par Dunkerque. Il accueille également des HLM.

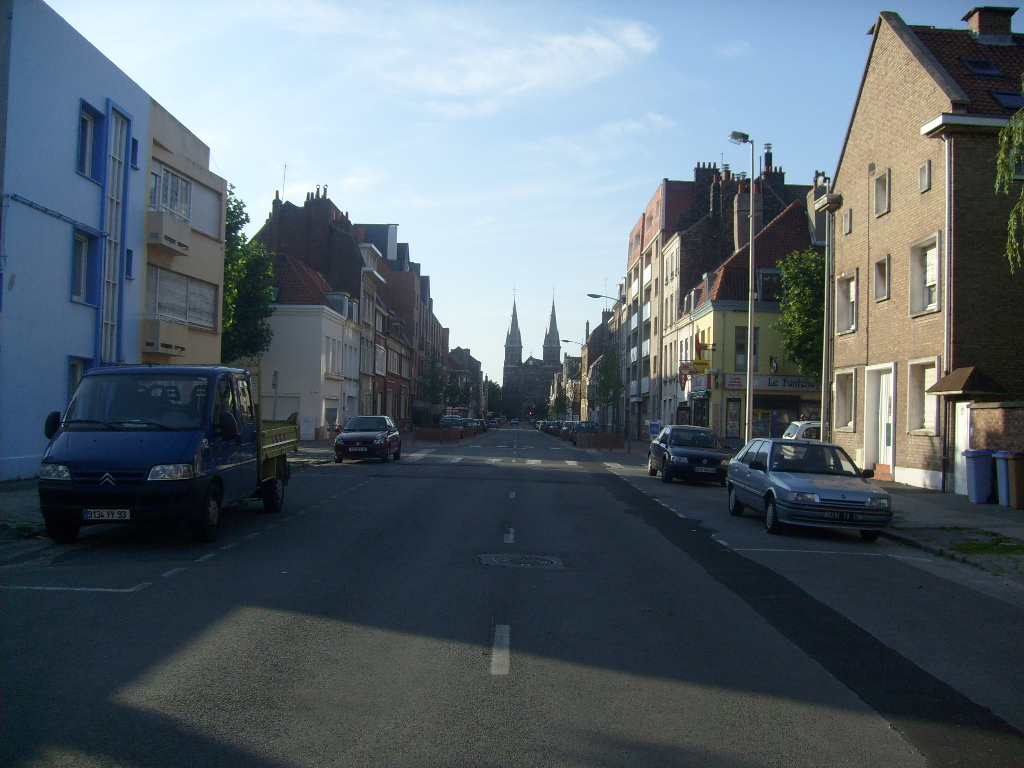
Quartier de la Basse Ville.
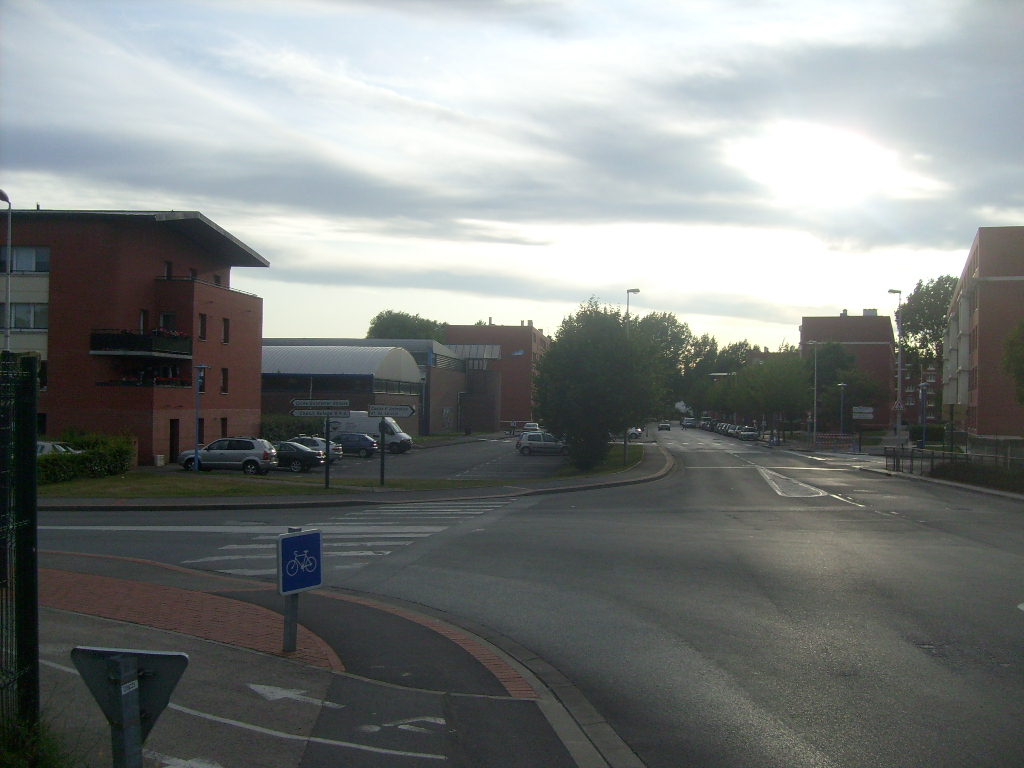
Carré de la Vieille.
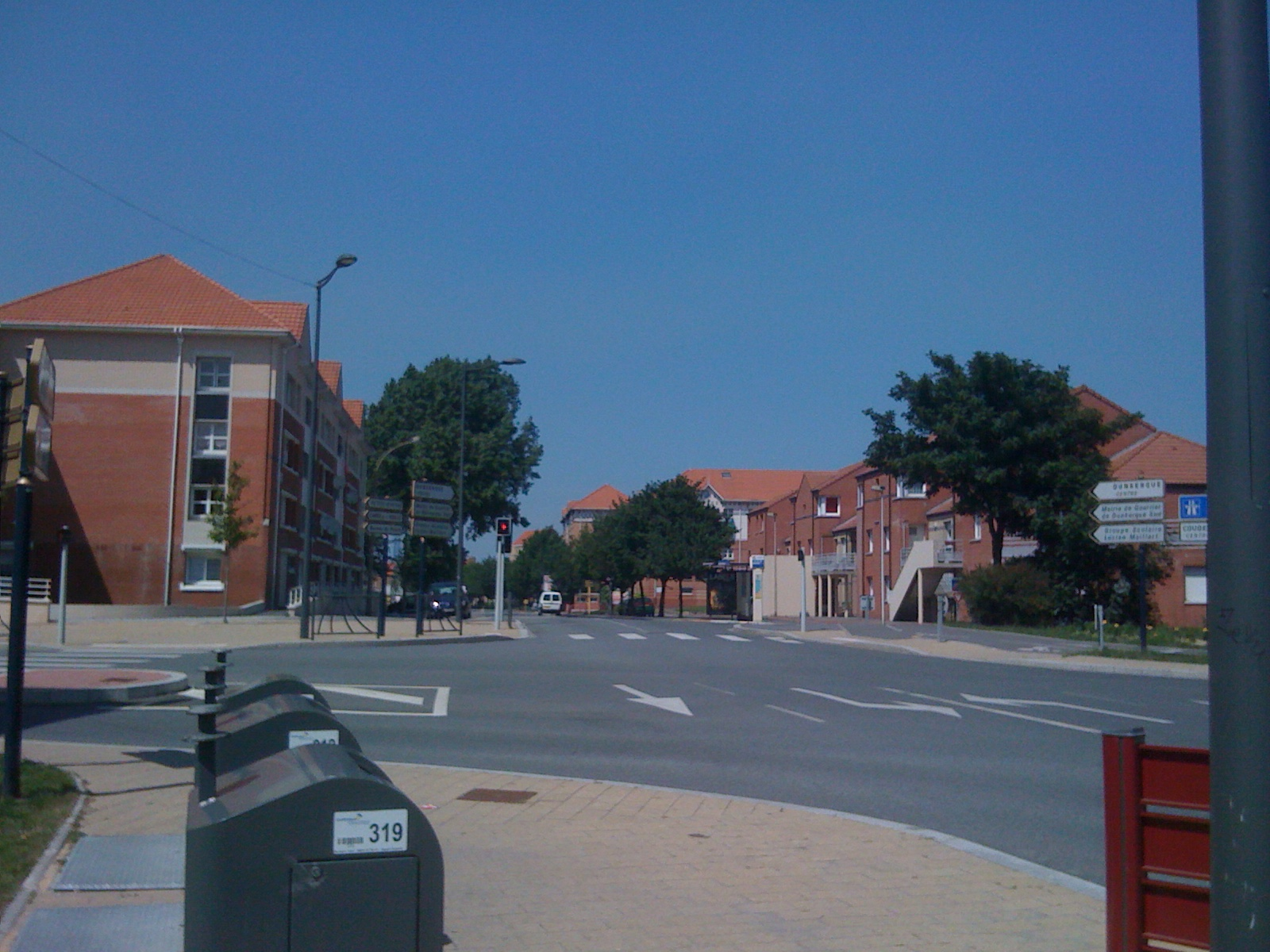
Jeu de Mail.
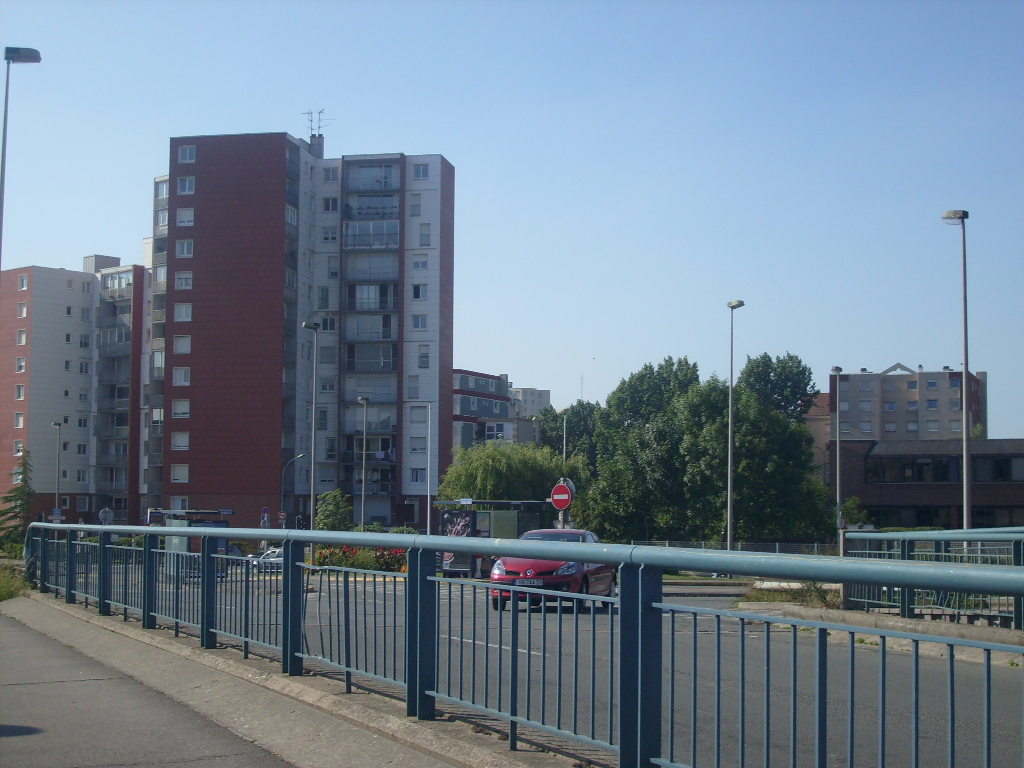
Île Jeanty.

## Petite-Synthe

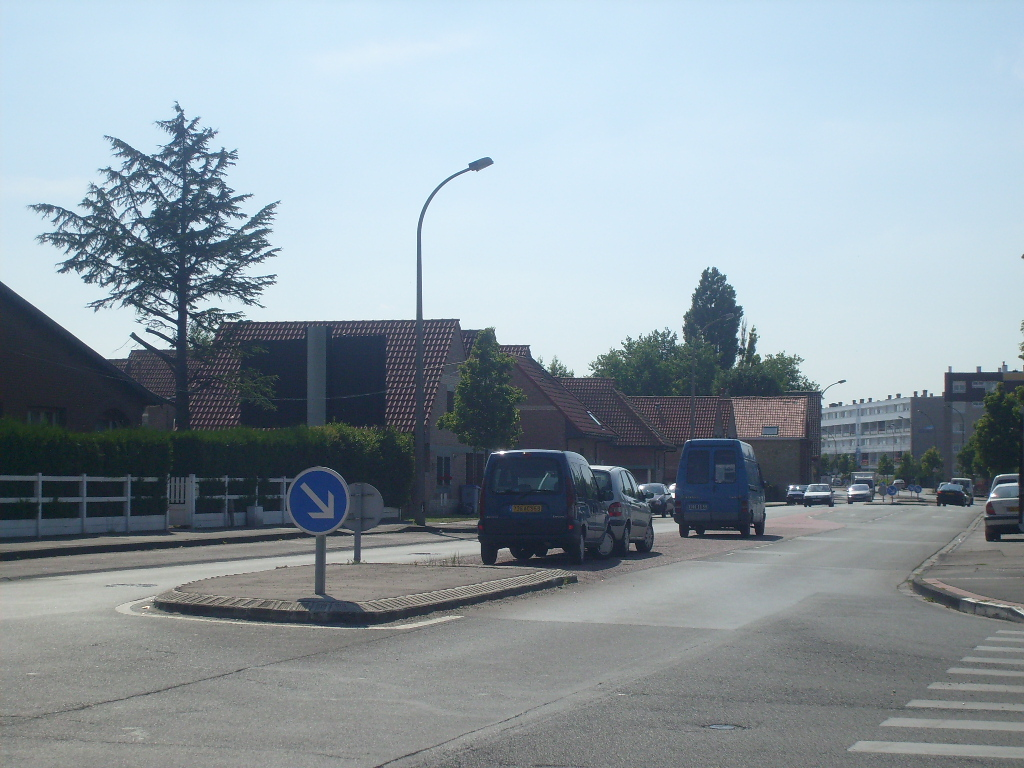
Petite-Synthe

Au Moyen Âge, les dunes et les marais recouvraient les territoires actuels des villes de Saint-Pol-sur-Mer, Fort-Mardyck, Grande-Synthe et Petite Synthe formant la zone appelée Sintonis. Un hameau de pêcheurs et de bergers s'y développa. En 1268, les villages de Zintine Templum (qui devint Grande-Synthe) et Zintine Capella (Petite-Synthe) se séparent. À cette époque, le territoire de Zintine Capella s'étend globalement depuis le sud de la ville actuelle jusqu'à la Mer du Nord. Le Canal de Mardyck construit en 1715 découpe ce territoire en deux. Petite-Synthe devient un port de guerre. En 1846, le percement du canal de Bourbourg donne ses limites sud et est à la ville de Petite-Synthe. Au XIXe siècle, Petite-Synthe profite de l'essor de Dunkerque pour se développer : au nord-ouest de la ville, on cultive la terre, le long des canaux s'installent des industries (tissage, raffinerie, scierie, etc.). Les riches propriétaires dunkerquois y installent leurs résidences secondaires. Comme toute la région dunkerquoise, Petite-Synthe est très sévèrement touchée lors de la Seconde Guerre mondiale. L'installation notamment d'Usinor accélère la reconstruction de la ville et son développement. En 1972, la ville fusionne avec Dunkerque. En 1999, les Dunkerquois étaient 16 700 à vivre à Petite-Synthe, répartis sur une superficie de 11,45 km2.

## Malo-les-Bains

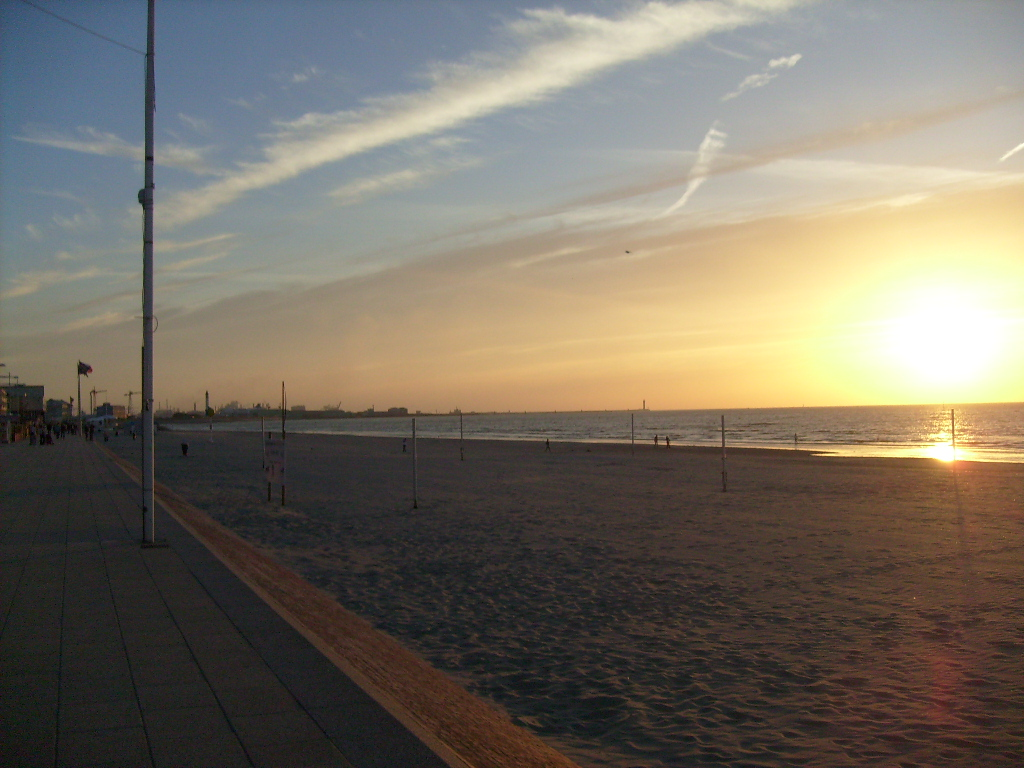
La reine des plages du nord.

À l'origine Dunkerque était bordée de longs bancs de dunes. Au cours de l'année 1858, Gaspard Malo, un riche industriel, rachète à la ville 650 ha de dunes, afin d'en tirer profit. Il veut créer une station balnéaire dans la ville. Gaspard Malo fait construire des hôtels, des cabines de plage et fait arriver les rails dans les dunes. La station devient un lieu de villégiature. Dès 1892 le maire de Malo, Adolphe Geeraert, entreprend de faire de la commune une véritable ville autour de la station balnéaire, il fait construire un hôtel de ville et une digue-promenade le long du front de mer. Au début du XXe siècle, Édouard Denièle fonde à la frontière orientale de la ville face à Leffrinckoucke, la station balnéaire de Malo-Terminus, qui comprend elle aussi une digue et un casino-hôtel. La ville comme toutes ses voisines subit le joug des deux guerres mondiales notamment au cours de la seconde, où la plage de « Malo-Beach » fut le point central de l'embarquement au cours de l'opération Dynamo. À la fin des années 1960 Malo-les-Bains et Dunkerque, soucieuses de mieux accéder aux ressources nécessaires à leur développement, décident de fusionner. Le 17 décembre 1969, les deux villes ne font plus qu'une. Malo-les-Bains, l'un des pôles touristiques de Dunkerque, jouit aujourd'hui de ses nombreuses infrastructures, Kursaal, casino, camping, patrimoine historique, mais surtout de sa longue plage surnommée « la reine des plages du nord ».
La superficie du quartier est de 3,76 km2 et, en 1999, 16 182 Dunkerquois y vivaient.

## Rosendaël

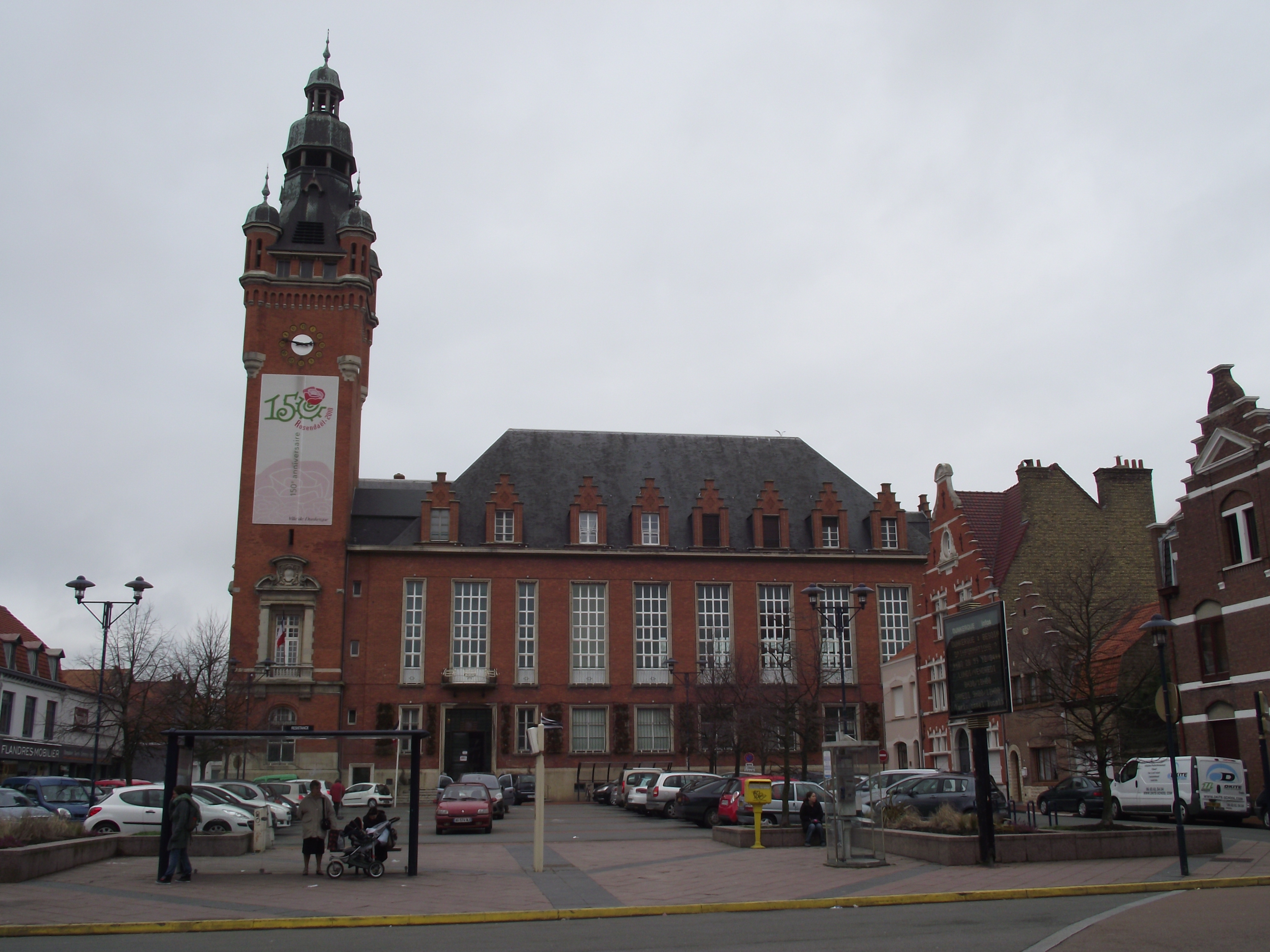
Hôtel de ville de Rosendaël.

L'histoire de Rosendaël commence lorsque des pêcheurs décident de s'installer à l'est de Dunkerque dans les dunes. Le hameau étant en dehors des fortifications dunkerquoises, il subit de plein fouet les différentes campagnes militaires qui s'abattent sur le dunkerquois, c'est le cas lors de la bataille des Dunes. La première partie du XVIIIe siècle voit la construction de tavernes et de maison de plaisance, les « campagnes », dans le hameau. En 1768, la construction d'une chapelle fait du hameau un petit village.. Après la reconstruction, Rosendaël devient une paroisse, celle-ci s'étend des glacis des fortifications de Dunkerque jusqu'à une taverne appelée « tente verte » à l'ouest, et du canal de Furnes à la mer. Le 24 mars 1860, un décret consacre Rosendaël comme commune autonome occupant globalement le territoire de la paroisse. Une nouvelle fois, Rosendaël est meurtrie lors des bombardements de la Première Guerre mondiale. La construction, en 1935, de l'hôtel de ville sonne le relèvement de la ville après la guerre. Au cours des années 1930 est également construit le stade Marcel Tribut et le quartier « Excentric », œuvre de François Reynaert. Rosendaël est relativement épargnée par les bombardements de la Seconde Guerre mondiale. Le 8 octobre 1971, le conseil municipal de Dunkerque propose la fusion des deux villes à celui de Rosendaël qui répond favorablement, la ville est ainsi intégrée à Dunkerque le 1er janvier 1972. Quatre ans plus tard, Claude Prouvoyeur, maire de Dunkerque, implante à Rosendaël le centre hospitalier de Dunkerque.

En 1999, Rosendaël comptait 18 272 habitants, vivant sur une superficie de 3,97 km2.

## Mardyck
La commune de Mardyck est à l'origine un hameau situé à proximité du Fort de Mardyck, qui donna son nom à la commune voisine de Fort-Mardyck. De par leur proximité, l'histoire des deux communes est quasiment similaire. Elles subirent toutes deux le siège de Mardyck en 1646. En 1662, Louis XIV achète Mardyck à Charles II d'Angleterre. Trois siècles plus tard, Mardyck située en grande partie dans le port autonome de Dunkerque concentre plusieurs industries (Raffinerie des Flandres, Copenor, Usinor Mardyck, etc.). En 1980, la ville de Mardyck s'associe avec Dunkerque. Aujourd'hui, la commune compte environ 372 habitants.

## Saint-Pol-sur-Mer
La commune fut créée en 1877 par détachement de la commune de Petite-Synthe. Elle doit son nom à l'estaminet qui se trouvait à l'entrée de la ville : « le Saint Pol » ainsi baptisé en mémoire du Chevalier de Saint-Pol-Hécourt, compagnon du fameux corsaire dunkerquois Jean Bart. En 1889 on ajouta « sur Mer », cela avant que Dunkerque n'achète en 1912 les terrains situés en bord de mer pour agrandir son port. Le 8 décembre 2010, Saint-Pol-sur-Mer s'associe avec Dunkerque. En 2007, la ville comptait 22 100 habitants.

## Fort-Mardyck
La commune tire son nom du fort construit en 1622 sous la domination espagnole, pour protéger la passe ouest de Dunkerque. En 1662, après la victoire de Turenne lors de la Bataille des Dunes, Louis XIV rachète Dunkerque et le fort de Mardyck aux Anglais. Colbert, ministre de la marine, installe une colonie de marins sur l'emplacement du fort. Le 8 décembre 2010, Fort-Mardyck s'associe avec Dunkerque. En 2007, la ville comptait 3 586 habitants.